# André Rey (psychologue)
Pour les articles homonymes, voir André Rey et Rey.
André Rey, né le 10 novembre 1906 à Lausanne et mort le 27 juin 1965 à Genève, est un psychologue et universitaire suisse. Professeur à l'Université de Genève, il est surtout connu pour son test de la « figure complexe », utilisé en psychologie de l'enfant, de l'adulte et de la personne âgée.

## Biographie
André Rey étudia les sciences sociales à l’Université de Lausanne où il obtint une licence de pédagogie et de sociologie (1929). À Genève, il devint l’assistant d’Édouard Claparède pour les consultations médico-pédagogiques de l’Institut Jean-Jacques Rousseau. Après un doctorat ès lettres à l’université de Genève sur l’intelligence pratique chez le bébé en 1934, il bénéficia d'une bourse Rockefeller (1937) qui lui permit de poursuivre ses recherches auprès de Karl Lashley (1890-1958) à Harvard et de fréquenter l’université de Yale. De retour en suisse, il fut nommé professeur de l’Université de Genève (1938) et succéda en 1949 à Edouard Claparède au Laboratoire de psychologie clinique de l’Hôpital cantonal de Genève, le premier service d'évaluation de patients adultes présentant des troubles neuropsychologiques, ainsi qu'à l’Institut des sciences de l'éducation.
Devenu une référence sur les questions de psychologie appliquée dans le monde francophone, Rey se défiait de l'objectivité apparente des tests psychométriques et de l’Ecole française (Alfred Binet), s’ingéniant même à débusquer leurs travers. C'est ainsi qu’il adapta et précisa les tests existants, et en inventa d’autres, que ce soit en psychologie de l’intelligence, en neurologie sur la mémoire, ou pour les diagnostics, l’orientation professionnelle. Rey privilégiait dans ses diagnostics la réalisation d'un tableau d'ensemble des capacités de l'individu à partir de tests variés, plutôt que de s'en remettre au prétendu déterminisme d'une épreuve particulière.
En 1957, il assura un cycle de conférences à l'université des Lettres de Lyon, qui lui décerna le titre de docteur honoris causa.
Ses publications portent sur la psychologie clinique, la psychologie appliquée et le «testing», dont il est l'un des représentants les plus éminents du XXe siècle : on lui doit par exemple la création du test de la figure complexe, ainsi qu'une batterie de tests sur la simulation de maladie (test des 15 mots, test de reconnaissance verbale et test de comptage). André Rey est considéré aujourd'hui comme l'un des maîtres de la psychologie clinique. Si les recherches de psychologie infantile de Jean Piaget ont quelque peu éclipsé, par leur portée épistémologique, les travaux de Rey, il faut encore observer que ce dernier n'avait guère songé à breveter ou commercialiser ses nombreux tests, beaucoup utilisés et dont certains ne sont même pas encore étalonnés. Les idées de Rey connaissent un renouveau d'intérêt en médecine légale, notamment aux États-Unis et en Israël où des chercheurs[Qui ?] les intègrent dans leurs recherches. Il en est de même pour les tests qu'il a créés.

## Publications
- [1935] L'intelligence pratique chez l'enfant, Félix Alcan, 1935.
- [1962] Étude des insuffisances psychologiques, vol. II : La systématisation des observations, Delachaux & Niestle, 1962.
- [1962] Interprétation de dessins et développement psychologique, Delachaux & Niestlé, 1962.
- [1964] L'examen clinique en psychologie, PUF, coll. « Le psychologue », 1964.
- [1967] Arriération mentale et premiers exercices éducatifs, Delachaux & Niestlé, 1967 (ISBN 2-603-00293-7).
- [1969] Psychologie clinique et neurologie, Delachaux et Niestlé, 1969, « L'examen psychologique dans les cas d'encéphalopathie traumatique (1941) ».

En collaboration
- [2006] A. Rey et M. Ruchat, J. Coquoz, C. Magnin (dir.) (préf. D. Hameline), Belle-Nature, Lausanne, LEP, 2006.